# Комсомолец (фотоаппарат)
«Комсомо́лец» — среднеформатный шкальный фотоаппарат с несопряжённым зеркальным видоискателем, выпускавшийся ленинградским объединением ГОМЗ с 1944 по 1951 год. Итоговый выпуск составил 306 700 экземпляров. Точная копия немецкого фотоаппарата Voigtländer Brilliant V6. До войны московским объединением «ЭФТЭ» выпускалась складная камера «Комсомолец», не имеющая отношения к зеркальному фотоаппарату ГОМЗ.

## Описание конструкции
Фотоаппарат «Комсомолец» комплектовался двумя объективами: съёмочным «Т-21» 6,3/80 мм типа Триплет и визирным типа Ахромат 4,5/75. Поздние выпуски 1949—1951 годов комплектовалась съёмочным объективом «Т-22» от первого «Любителя». Система наводки камеры на резкость — по шкале расстояний, видоискательный объектив использовался лишь для визирования (конструкция светозащитной шахты также позволяла использовать её в качестве рамочного видоискателя). Пределы фокусировки — от 1,5 м до бесконечности.
Первые выпуски фотоаппарата оснащались автоматической блокировкой перемещения плёнки на шаг кадра и счётчиком кадров на боковой стенке. С 1947 года от этого механизма отказались, и точная перемотка плёнки выполнялась по цифрам на её ракорде, видимым через окно с красным целлулоидом в задней крышке. Межлинзовый центральный затвор типа «ЗТ» отрабатывал три автоматических выдержки 1/25, 1/50 и 1/100 секунды, а также «ручную». Затвор имел возможность использования тросика. Дополнительно фотоаппарат оснащался двумя светофильтрами, хранящимися в специальном отсеке на левой стенке корпуса.